# Kavapyrone

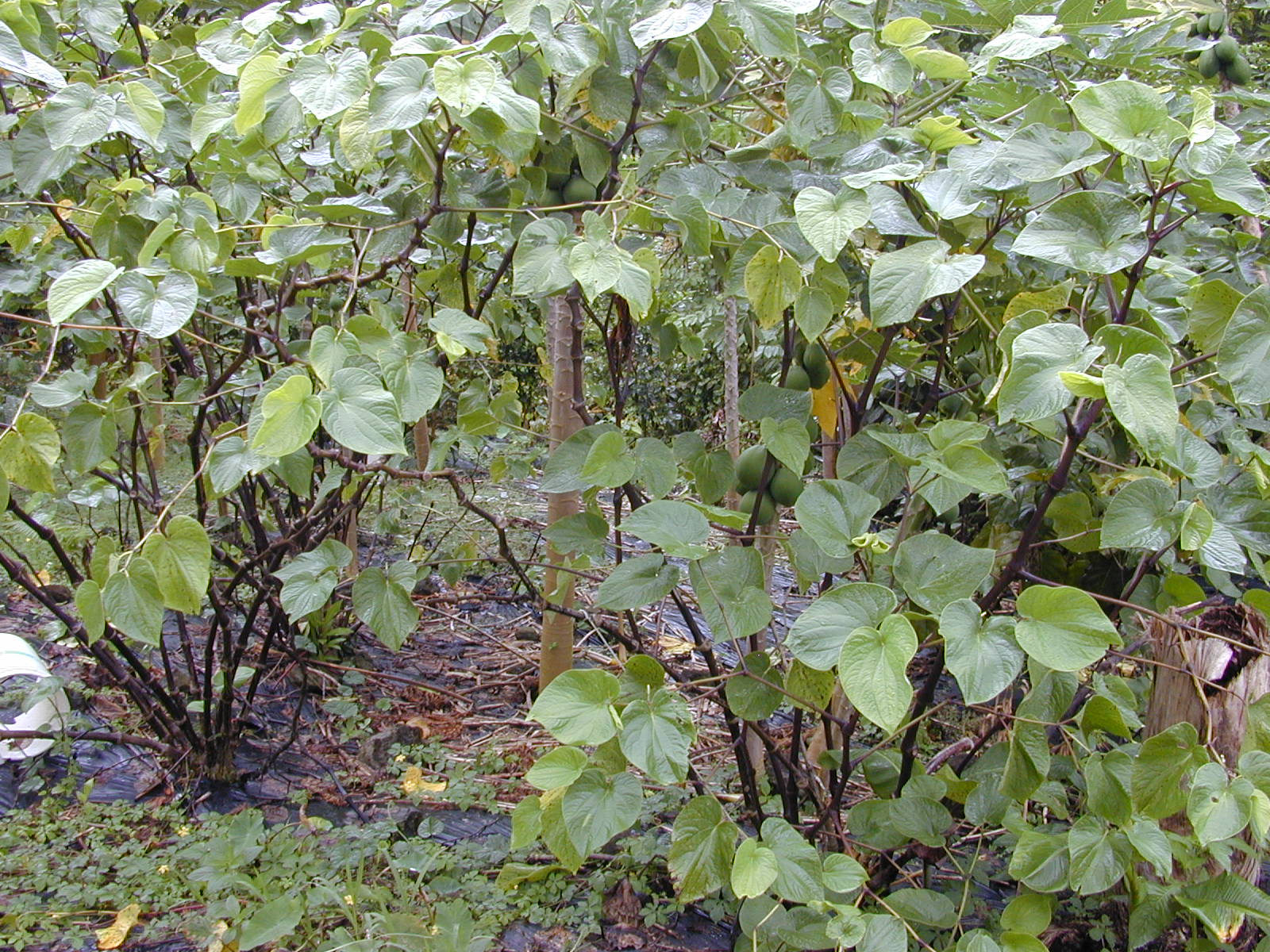
Kava (Piper methysticum)

Kavapyrone oder Kavalactone sind eine Gruppe von pharmakologisch aktiven, organischen Verbindungen, die in der Kava-Pflanze vorkommen. Bis 2006 wurden 18 verschiedene Kavapyrone identifiziert.

## Eigenschaften
Alle Kavapyrone sind substituierte, sechsgliedrige Lactone, sogenannte Styryl-α-Pyrone. Man unterscheidet zwei Gruppen, die Enolidpyrone und die Dienolidpyrone. Bei der ersten Gruppe enthält der Lactonring eine Doppelbindung, bei der zweiten sind zwei Doppelbindungen vorhanden. Allen Kavapyronen gemeinsam ist eine β-ständige Methoxygruppe im Lactonring: 

Grundgerüst der Kavapyrone

Alle Kavapyrone sind in Reinstform kristallin, in Wasser sehr schwer löslich, in apolaren Lösungsmitteln dagegen leicht löslich. Sie sind chemisch eng verwandt und neigen daher zur Bildung von Mischkristallen. Die Darstellung in reiner Form ist mit einem hohen Aufwand verbunden. Die wichtigsten Vertreter der Stoffgruppe sind: Kavain, Dihydrokavain, Methysticin, Dihydromethysticin, Yangonin und Desmethoxyyangonin. Weitere Vertreter sind in der folgenden Tabelle angegeben.
| Name                               | Gerüst | R1        | R2        | R3    | R4  |
| ---------------------------------- | ------ | --------- | --------- | ----- | --- |
| Yangonin                           | 1      | -OCH3     | -H        | -H    | -H  |
| 10-Methoxyyangonin                 | 1      | -OCH3     | -H        | -OCH3 | -H  |
| 11-Methoxyyangonin                 | 1      | -OCH3     | -OCH3     | -H    | -H  |
| 11-Hydroxyyangonin                 | 1      | -OCH3     | -OH       | -H    | -H  |
| 5,6-Dehydrokavain                  | 1      | -H        | -H        | -H    | -H  |
| 11-Methoxy-12-hydroxydehydrokavain | 1      | -OH       | -OCH3     | -H    | -H  |
| 7,8-Dihydroyangonin                | 2      | -OCH3     | -H        | -H    | -H  |
| Kavain                             | 3      | -H        | -H        | -H    | -H  |
| 5-Hydroxykavain                    | 3      | -H        | -H        | -H    | -OH |
| 5,6-Dihydroyangonin                | 3      | -OCH3     | -H        | -H    | -H  |
| 7,8-Dihydrokavain                  | 4      | -H        | -H        | -H    | -H  |
| 5,6,7,8-Tetrahydroyangonin         | 4      | -OCH3     | -H        | -H    | -H  |
| 5,6-Dehydromethysticin             | 5      | -O-CH2-O- | -O-CH2-O- | -H    | -H  |
| Methysticin                        | 7      | -O-CH2-O- | -O-CH2-O- | -H    | -H  |
| 7,8-Dihydromethysticin             | 8      | -O-CH2-O- | -O-CH2-O- | -H    | -H  |

Gerüste der Kavalactone
Gerüsttyp 1
Gerüsttyp 2
Gerüsttyp 3
Gerüsttyp 4
Gerüsttyp 5
Gerüsttyp 6
Gerüsttyp 7
Gerüsttyp 8

## Gewinnung und Darstellung
Die Gewinnung pharmazeutisch nutzbarer Extrakte aus der Kava-Pflanze erfolgt durch Extraktion mit einem geeigneten Lösungsmittelgemisch. Mit Ethanol/Wasser erhält man Extrakte mit maximal 30 % an Kavapyronen, mit Aceton/Wasser Extrakte mit etwa 70 %.
Die Synthese der Kavapyrone ist nach verschiedenen Verfahren möglich. Die Synthese von rac-Dihydropyronen gelingt unter milden Bedingungen, indem man zunächst per Doppel-Reformatzki-Reaktion zwei Equivalente Bromzinkacetat mit dem passenden Aldehyd in Anwesenheit von TMEDA reagieren lässt, um nachfolgend den Ringschluss zu bewerkstelligen durch Behandlung erst mit Natronlauge, dann mit Salzsäure. Für die abschließende O-Methylierung kann Dimethylsulfat als Reagenz dienen.